# 井上聖司
井上 聖司（いのうえ きよし、1994年4月4日-）は、日本の脚本家である。佐賀県出身。株式会社sacca所属。

## 経歴
17歳の時に役者を志し上京。その後脚本家を目指し始める。
六本木の会員制の高級クラブでアルバイトしながら、脚本を執筆していた。
脚本家を志して約1年で、初めて完成した作品『龍に成る』が、フジテレビヤングシナリオ大賞佳作を受賞した。

## 作品

### テレビドラマ
- せいせいするほど、愛してる（2016年7月 - 9月、TBS）- 共同脚本
- 絶対零度〜未然犯罪潜入捜査〜（2018年7月 - 、フジテレビ）

### 配信ドラマ
- スマドラ『Insta'nt manager』（2016年、FOD）
- 恋のはじまりは放課後のチャイムから（2018年2月26日 - 、Y!mobile）
- 紺田照の合法レシピ（2018年3月6日 - 、Amazonプライム）

## 受賞
- 第27回フジテレビヤングシナリオ大賞佳作『龍に成る』（2015年）